# Sibatania placata
Sibatania placata là một loài bướm đêm trong họ Geometridae.